# عصام جبالی
عصام جبالی (عربی: عصام الجبالي؛ زادهٔ ۲۵ دسامبر ۱۹۹۱) بازیکن فوتبال اهل تونس است.
از باشگاه‌هایی که در آن بازی کرده‌است می‌توان به باشگاه فوتبال الوحده عربستان سعودی، باشگاه فوتبال ورنمو، باشگاه فوتبال روزنبورگ، باشگاه فوتبال ادنسه، باشگاه فوتبال الجرجیسی، باشگاه فوتبال ستاره ساحلی، و باشگاه فوتبال الفسبورگ اشاره کرد.
وی همچنین در تیم ملی فوتبال تونس بازی کرده‌است.